# 埃尔梅
埃尔梅（法語：Hermé，法語發音：[ɛʁme] ⓘ）是法国塞纳-马恩省的一个市镇，属于普罗万区。

## 地理
埃尔梅（48°28'57"N, 3°20'41"E）面积15.9 平方千米，位于法国法蘭西島大區塞纳-马恩省，该省份为法国北部内陆省份，北起瓦兹省，西接埃松省、马恩河谷省、塞纳-圣但尼省和瓦兹河谷省，南至卢瓦雷省，东南接约讷省，东临马恩省和奥布省，东北接埃纳省。
与埃尔梅接壤的市镇（或旧市镇、城区）包括：塞纳河畔努瓦延、苏瓦西-布伊、苏尔丹、塞纳河畔维利耶、古艾。

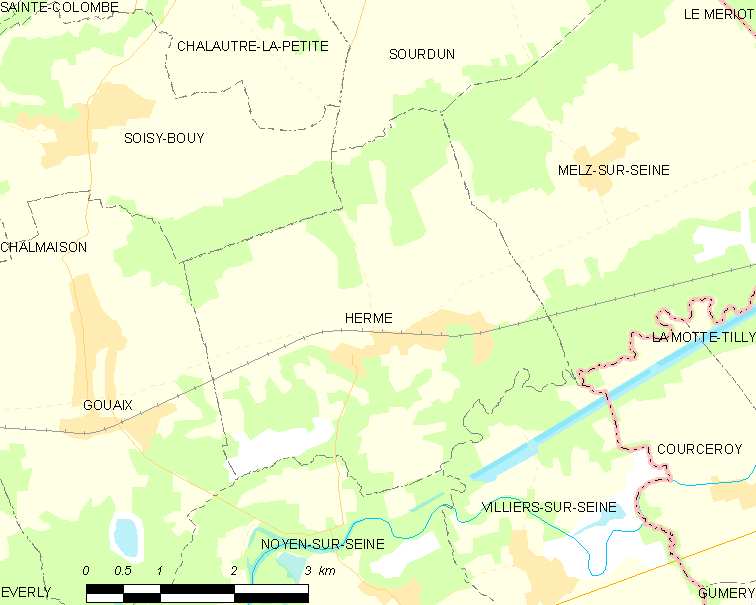
埃尔梅的OSM定位图

埃尔梅的时区为UTC+01:00、UTC+02:00（夏令时）。

## 行政
埃尔梅的邮政编码为77114，INSEE市镇编码为77227。

## 政治
埃尔梅所属的省级选区为普罗万县。

## 人口

1962-2008年间埃尔梅人口变化图示

埃尔梅于2022年1月1日时的人口数量为634人。